# Andreas Kapfinger
Andreas „Kapfi“ Kapfinger (* 17. September 1977 in Reith im Alpbachtal) ist ein österreichischer Behindertensportler.

## Werdegang
Er wurde als mittlerer von drei Söhnen geboren. Nach einem kurzen Besuch der HTL für Bildende Künste in Innsbruck schloss er eine Ausbildung zum Fahrzeugfertiger im Spezialbau ab. Im Alter von 18 Jahren war er am Weg zum Freeride-Snowboard-Profi und zeigte Sprünge live und in Videoaufnahmen. Wettbewerbe waren in dieser Zeit unwichtig für ihn, er maß sich am liebsten mit seinen eigenen Erfolgen. In der Saison 1996/97 sollte er seinen ersten Profivertrag mit einem eigens für ihn designten Snowboard unterschreiben. Doch es kam anders.

### Sportliche Karriere
Seit seinem Snowboardunfall bei einem Contest in Reith im Alpbachtal am 15. Jänner 1997 sitzt Kapfinger im Rollstuhl. Schon während der Rehabilitation lernte er den Monoskisport kennen und arbeitete sich trotz sehr hoher Lähmung (5. Brustwirbel) in seiner Klasse durch seine Ergebnisse in das Team des ÖSV vor. Anfangs Allrounder wurde er durch die Arbeit mit seinem Trainer Klaus „Knacki“ Peer und Physiotherapeut und Mentaltrainer Gerhard Weger immer mehr zum Techniker und feierte im Slalom und RTL seine größten Erfolge im Monoskisport. Er nahm an vier Paralympischen Spielen (2002 in Salt Lake City, 2006 in Turin, 2010 in Vancouver und 2014 in Sotschi) teil und zeigte Bestleistungen bei Weltcups, Europacups und Weltmeisterschaften.
| Skisport             | 🥇 | 🥈 | 🥉 |
| -------------------- | -- | -- | -- |
| WM Korea 2009 Slalom |    |    | 1  |
| Weltcup Slalom       |    |    | 2  |
| Europacup Slalom     | 1  | 1  |    |
| Europacup gesamt     |    | 1  |    |
| Staatsmeister        | 14 |    |    |
| Vize-Staatsmeister   |    | 2  |    |

Im Winter 2014/15 feierte er parallel zum Monoski schließlich sein Weltcupdebüt im Eiskanal im Parabob in Igls/Innsbruck und schaffte es bereits in der ersten Saison auf den 13. Platz. Mit der Saison 2015/16 wechselte er komplett in den Parabob-Sport und wurde Österreichs erster Parabobfahrer. In der Saison 2018/19 holte er trotz eines schweren Sturzes mit mehreren Bandscheibenverletzungen in der Halswirbelsäule in Oberhof beim letzten Rennen der Saison auf der Natureisbahn in St. Moritz/Schweiz die Silberne Weltcupgesamtkugel im Parabob nach Österreich. Mit diesem Erfolg beendete er seine aktive Karriere im Wintersport.
Schon während seiner aktiven Karriere im Wintersport lieferte er erfolgreiche Ergebnisse im Kartsport: 3 Jahre in Folge in der deutschen Kartmeisterschaft Formel H „Rookie of the Year“, dreifacher Vizemeister im Internationalen Alpencup.
Nun konzentriert sich Kapfinger voll auf den Motorsport, um sich nach so vielen Jahren im Behindertensport mit Fußgängern zu messen. Er zeigte bei ersten Testtagen bereits gute Ergebnisse. Seit 2022 fährt er für das Team "Gesell Motorsport" im umgebauten Golf 6 in der CTT (Hankook-Cup- und Tourenwagen-Trophy). 2025 hat er einen Fahrervertrag für die elektrische Rennserie NXT Gen Cup unterschrieben und feiert sein Debüt in dieser Rennserie in Oschersleben, im Vorlauf der DTM.
Zusätzlich arbeitet er im Winter als Trainer für österreichische Parabobathleten im Eiskanal. Seit der Wintersaison 2024/25 ist er außerdem Trainer des Nachwuchskaders der Monoskifahrer des ÖSV.

### Privates
Während seiner Skikarriere moderierte er das Fernsehprogramm Chilly für einen Privatsender. 2013 moderierte er gemeinsam mit Winfried Schwatlo den Laureus Award 2013. Er war begeisterter Gebirgsseetaucher und ist aktiver Handbiker und probierte 2002, einen Weltrekord im Paragleiten im Langstreckenflug aufzustellen. Als 2002 seine Tochter Jana zur Welt kam, stellte er viele private Unternehmungen zurück, um sich seiner Familie zu widmen. Seit 2010 lebt er mit seiner Tochter in Reith im Alpbachtal. Andreas Kapfinger ist liiert, begeisterter Mountainbiker, Speck- und Wursträucherer sowie Bierbrauer und lebt nach wie vor in Reith im Alpbachtal.
Mit dem Austria Ski Team Behindertensport bekam er als Mitsänger von "Fritz & the Downhill Gang" die Goldene Schallplatte für den Song "Genie auf die Ski".